# Wilhelm Mackeben
Wilhelm Mackeben (* 30. Dezember 1892 in Minden; † 16. November 1956 in Hamburg) war ein deutscher Diplomat in der Weimarer Republik und in der Zeit des Nationalsozialismus und Botschafter der Bundesrepublik Deutschland.

## Leben
Wilhelm Mackebens Vater wurde als Direktor einer Garnisonsverwaltung der preußischen Armee häufiger versetzt, so nach Preußisch Stargard, wo 1897 sein jüngerer Bruder Theo Mackeben geboren wurde. Er besuchte Gymnasien in Deutsch-Eylau, Danzig und Koblenz. Das Jura-Studium absolvierte er ab 1911 in Berlin und Münster. 1912 wurde er Mitglied des Corps Marchia Berlin. Von 1914 bis 1918 war er Soldat im Ersten Weltkrieg, wurde 1919 in den Auswärtigen Dienst der Weimarer Republik einberufen und war in deutsch-polnischen Fragen eingesetzt, auch nach einem Einsatz als Gesandtschaftsrat in Guatemala zwischen 1932 und 1934. Ab 1936 war er der politischen Abteilung des Auswärtigen Amts (AA) zugeordnet. Ab Kriegsbeginn 1939 war er Legationsrat beim Botschafter z. b. V. Karl Ritter, der mit der Leitung aller mit dem Wirtschaftskrieg zusammenhängenden Aufgaben im AA betraut war. Ritter wurde 1947 im Wilhelmstraßen-Prozess zu vier Jahren Haft verurteilt. Mackeben war seit 1934 von jeder Beförderung ausgeschlossen worden und wurde Anfang 1943 in der Amtsbezeichnung eines Generalkonsuls in den einstweiligen Ruhestand versetzt.
Über eine Internierung Mackebens nach Ende des Zweiten Weltkriegs liegen keine Informationen vor, Mackeben wurde im Rahmen der Nürnberger Prozesse verhört. Er war in der Industrie und in einem eigenen Handelshaus tätig, als er 1951 in den neugeschaffenen Auswärtigen Dienst der Bundesrepublik Deutschland zurückkehren konnte und im November 1951 nach Lima entsandt wurde. In Peru wurde er Gesandter und von 1953 bis 1955 Botschafter.